# Rob Davison
Rob Davison, född 1 maj 1980, är en kanadensisk före detta professionell ishockeyspelare som spelar för San Jose Sharks i NHL. Han har tidigare representerat New Jersey Devils, Vancouver Canucks och New York Islanders.
Davison draftades i fjärde rundan i 1998 års draft av San Jose Sharks som 98:e spelare totalt.